# نطاق السمع

الطيف الشريطي لنطاق السمع للحيوانات المختلفة.

يصف نطاق السمع نطاق الترددات التي يمكن أن يسمعها البشر أو الحيوانات الأخرى، ويمكن أن يشير المصطلح أيضًا إلى نطاق المستويات. يمتد نطاق السمع البشري عمومًا من 20 إلى 20000 هرتز، ويوجد تباين كبير بين الأفراد، خاصة عند الترددات العالية، ويُعد الفقدان التدريجي للحساسية للترددات الأعلى مع تقدم العمر طبيعيًا. تختلف الحساسية أيضًا باختلاف التردد، وهو ما توضحه مخططات الجهارة المتساوية. يُجرى روتينيًا تخطيط سمعي يوضح مستويات عتبة السمع بالنسبة إلى المستويات الطبيعية لتحرّي فقدان السمع.
تستطيع الكثير من الأنواع الحيوانية سماع ترددات تتجاوز نطاق السمع البشري. تستطيع بعض من الدلافين والخفافيش سماع ترددات تزيد عن 100 كيلو هرتز. يمكن للفيلة سماع الأصوات عند تواتر 14-16 هرتز، وتسمع الحيتان ترددات تحت صوتية منخفضة تصل إلى 7 هرتز.

## القياس
يوفر مخطط السمع مقياسًا أساسيًا للقدرة السمعية، وهو رسم بياني للعتبة المطلقة للسمع (الحد الأدنى لمستوى الصوت الذي يمكن سماعه) عند ترددات مختلفة في نطاق السمع الخاص بالكائن الحي.
يمكن استخدام اختبارات السمع السلوكية أو الاختبارات الفيزيولوجية لتحديد عتبات السمع لدى البشر والأنواع الأخرى. بالنسبة للبشر، يتضمن الاختبار تقديم نغمات بترددات (حدة الصوت) وشِدات (جهارة الصوت) محددة. عندما يسمع المتلقي الصوت، يعطي إشارة عن طريق رفع اليد أو الضغط على زر. تُسجل أقل شدة يستطيع المتلقي سماعها. ويختلف الاختبار قليلًا لدى الأطفال. يشير الأطفال إلى سماعهم الصوت عن طريق تدوير الرأس أو باستخدام لعبة. يتعلم الطفل ما يجب فعله عند سماع الصوت، مثل وضع دمية رجل في قارب. يمكن استخدام تقنية مماثلة عند فحص الحيوانات، فيُعطى الطعام مكافأةً عندما يستجيب الحيوان للصوت. أُخذت معظم المعلومات المتعلقة بسمع الثدييات المختلفة عن طريق اختبارات السمع السلوكية.
لا تحتاج الاختبارات الفيزيولوجية إلى استجابة المريض الواعية.

## البشر
تدخل الموجات الصوتية إلى الأذن البشرية عبر قناة السمع الخارجية وتصل إلى طبلة الأذن (الغشاء الطبلي). يؤدي ضغط الموجات وتخلخلها إلى تحريك هذا الغشاء الرقيق، ما يسبب اهتزازًا موافقًا في عظام الأذن الوسطى (العظيمات السمعية: المطرقة والسندان والركاب)، والسائل القاعدي في القوقعة، والأهداب (الشُعيرات) داخلها، التي تسمى الأهداب الجاسئة. تبطن هذه الأهداب القوقعة من القاعدة إلى القمة، ويعطي الجزء المحفَز وشدة التحفيز مؤشرًا على طبيعة الصوت. تُرسل المعلومات التي تجمعها الأهداب عبر العصب السمعي لمعالجتها في الدماغ.
النطاق المحدد للسمع البشري هو من 20 إلى 20000 هرتز. في ظل الظروف المختبرية المثالية، يمكن للبشر سماع ترددات منخفضة حتى 12 هرتز ومرتفعة حتى 28 كيلو هرتز، على الرغم من أن العتبة تزداد ازديادًا حادًا عند 15 كيلو هرتز لدى البالغين، وهو ما يتوافق مع آخر قناة سمعية في القوقعة. الجهاز السمعي البشري أكثر حساسية للترددات بين 2000 و5000 هرتز. يختلف نطاق السمع الفردي تبعًا للحالة العامة للأذن والجهاز العصبي. يتقلص النطاق خلال الحياة، ويبدأ التراجع في سن الثامنة تقريبًا فينخفض الحد الأعلى للترددات المسموعة. فقدان السمع لدى النساء أقل من الرجال عادةً. يُعزى ذلك إلى الكثير من العوامل الاجتماعية والخارجية. فمثلًا، يقضي الرجال وقتًا أطول في الأماكن الصاخبة، ولا يرتبط ذلك الأمر بالعمل فقط بل يشمل الهوايات والأنشطة الأخرى. تعاني النساء من فقدان السمع بحدة بعد انقطاع الطمث. ينخفض السمع لدى النساء عند الترددات المنخفضة والمتوسطة، في حين يتعرض الرجال لفقدان السمع عند الترددات العالية.

## الرئيسيات الأخرى
يمكن للكثير من الرئيسيات، وخاصة الصغيرة منها، سماع الترددات العالية جدًا في نطاق الموجات فوق الصوتية. قيسَ نطاق السمع لدى دعفوص السنغال بإشارة 60 ديسيبل إس بّي إل، ووُجد أنه يبلغ 92 هرتز - 65 كيلو هرتز، وبلغ نطاق السمع 67 هرتز - 58 كيلو هرتز لدى الليمور حلقي الذيل. من بين 19 من الرئيسيات التي خضعت للاختبارات، تبين أن لدى قرود المكاك اليابانية أوسع نطاق سمعي من 28 هرتز حتى 34.5 كيلو هرتز، مقارنة بنطاق السمع البشري بين 31 هرتز و17.6 كيلو هرتز.

## القطط
تمتلك القطط سمعًا ممتازًا ويمكنها التقاط الموجات الصوتية في نطاق ترددي واسع للغاية. يمكنها سماع أصوات فوق نطاق سمع البشر ومعظم الحيوانات، إذ تلتقط الترددات من 55 هرتز إلى 79 كيلو هرتز. لا تستخدم القطط هذه القدرة على سماع الموجات فوق الصوتية للتواصل ولكنها ربما تكون مهمة في الصيد، لأن الكثير من أنواع القوارض تتواصل بالموجات فوق الصوتية. سمع القطط حساس للغاية وهو من الأفضل بين الثدييات، ويكون أكثر حدة في نطاق 500 هرتز إلى 32 كيلو هرتز. تعزز الأذنان الخارجيتان الكبيرتان المتحركتان الحساسية، من خلال تضخيم الأصوات، وتساعد القطة على الشعور بالاتجاه الذي يأتي منه الصوت.

## الكلاب
تعتمد قدرة الكلاب على السمع على السلالة والعمر، ويكون نطاق السمع عادة من 67 هرتز إلى 45 كيلو هرتز. وكما هي الحال لدى البشر، تضيق نطاقات السمع لدى بعض سلالات الكلاب مع تقدم العمر، مثل الراعي الألماني والبودل الصغير. عندما تسمع الكلاب صوتًا، تحرك آذانها نحوه من أجل زيادة الاستقبال إلى أقصى حد. ولتحقيق ذلك، تتحكم بالصيوان 18 عضلة على الأقل، ما يسمح للأذن بالانثناء والدوران. يسمح شكل الأذن أيضًا بسماع الصوت سماعًا دقيقًا. تكون الأذنان لدى الكثير من السلالات منتصبة ومنحنية، توجه الأصوات وتضخمها.
نظرًا إلى أن الكلاب تسمع أصواتًا ذات ترددات أعلى من نطاق سمع البشر، فإن لديها إدراكًا صوتيًا مختلفًا للعالم. تصدر الأصوات العالية بالنسبة للبشر نغمات عالية التردد يمكن أن تخيف الكلاب. تستخدم الصفارات التي تصدر ترددات فوق الصوتية، والتي تسمى صفارات الكلاب، في تدريب الكلاب، إذ يستجيب الكلب لمثل هذه المستويات على نحو أفضل. في البرية، تستخدم الكلاب قدراتها السمعية لاصطياد الفرائس وتحديد موقعها. تستخدم السلالات المدجنة لحراسة الممتلكات بسبب قدراتها السمعية. تولد صفارات «نيلسون» أصواتًا بترددات أعلى من نطاق السمع البشري ولكنها في نطاق سمع الكلاب.

## الطيور
السمع هو ثاني أهم حاسة لدى الطيور وتكون آذانها على شكل قمع لتركيز الصوت. تقع الأذنان خلف العينين وأسفلهما قليلًا، وتتغطيان بالريش الناعم للحماية. يمكن أن يؤثر شكل رأس الطائر أيضًا على سمعه، مثل البوم، الذي يساعد قرص الوجه لديه في توجيه الصوت نحو أذنيه.
نطاق السمع لدى الطيور الأكثر حساسية يمتد بين 1 كيلو هرتز و4 كيلو هرتز، لكن نطاقها الكامل يشبه تقريبًا نطاق السمع البشري، مع حدود أعلى أو أقل اعتمادًا على أنواع الطيور. لم يُكتشف أي نوع من الطيور قادر على التفاعل مع الأصوات فوق الصوتية، ولكن يمكن لأنواع معينة من الطيور سماع الترددات تحت الصوتية. الطيور حساسة لتغيرات حدة الصوت والنغمة والإيقاع وتستخدم هذه الاختلافات للتعرف على الطيور الأخرى، حتى في سرب صاخب. تستخدم الطيور أيضًا أصواتًا وأغانٍ ونداءات مختلفة في مواقف مختلفة، والتعرف على الأصوات المختلفة ضروري لتحديد ما إذا كان النداء يحذر من مفترس أو يعلن عن تبعية إقليمية أو يعرض مشاركة الطعام.
تستخدم بعض الطيور، وأبرزها طيور الزيت، قدراتها على تحديد الموقع بالصدى، تمامًا كالخفافيش. تعيش هذه الطيور في الكهوف وتستخدم زقزقتها وطقطقاتها السريعة للتنقل عبر الكهوف المظلمة حيث لا تكون الرؤية مفيدة.
يستطيع الحمام سماع الموجات تحت الصوتية. ويستطيع الحمام العادي سماع أصوات منخفضة تصل إلى 0.5 هرتز. الحمام قادر على التقاط أصوات العواصف البعيدة والزلازل والبراكين. ويساعده سمعه على التنقل أيضًا.